# Serra de São Bento
Serra de São Bento is een gemeente in de Braziliaanse deelstaat Rio Grande do Norte. De gemeente telt 5.973 inwoners (schatting 2009).